# Marine Vacth
Marine Vacth (* 9. dubna 1991 Paříž, Francie) je francouzská herečka a modelka.

## Životopis
Narodila se dne 9. dubna 1991 v Paříži. Její otec byl řidič kamionu a mezi ním a její matkou vznikaly konflikty, kvůli jeho sklonům k alkoholismu.
Ve věku patnácti let ji v obchodním centru zaznamenala modelingová agentka, a tak začala její kariéra v modelingu. Zejména se proslavila reklamou na parfém Parisienne značky Yves Saint Laurent Beauté, šperků Chaumet, stejně jako módní značky Chloé.
Režisér Cédric Klapisch ji zaznamenal a nabídl ji roli Tessy ve svém snímku Ma part du gâteau (2011). Ačkoliv byl film špatně přijat kritiky, prostřednictvím něj se mladá herečka proslavila a získala tak vedlejší role ve filmech režiséru jako Joan Chemla a Alexandre Arcady. Ale v roce 2013 jí François Ozon svěřil hlavní roli ve svém snímku Jen 17 (Jeune et jolie), prezentovaném na Filmovém festivalu v Cannes, kde za svůj výkon získala velmi pozitivní hodnocení od kritiků. Nicméně herečka zůstala málomluvná vůči médiím a zřídkakdy dává rozhovory.
Jejím partnerem je francouzský fotograf Paul Schmidt, se kterým má své první dítě, které porodila v březnu 2014.

## Filmografie
| Rok  | Název filmu                | Režisér             | Role              |
| ---- | -------------------------- | ------------------- | ----------------- |
| 2011 | Ma part du gâteau          | Cédric Klapisch     | Tessa             |
| 2012 | L'homme à la cervelle d'or | Joan Chemla         | Alice             |
| 2012 | Co den dluží noci          | Alexandre Arcady    | Isabelle Rucillio |
| 2013 | Jen 17                     | François Ozon       | Isabelle          |
| 2015 | Belles familles            | Jean-Paul Rappeneau | Louise            |
| 2017 | La Confession              | Nicolas Boukhrief   | Barny             |
| 2017 | Si tu voyais son cœur      | Joan Chemla         | Francine          |
| 2017 | Dvojitý milenec            | François Ozon       | Chloé             |

## Videoklipy

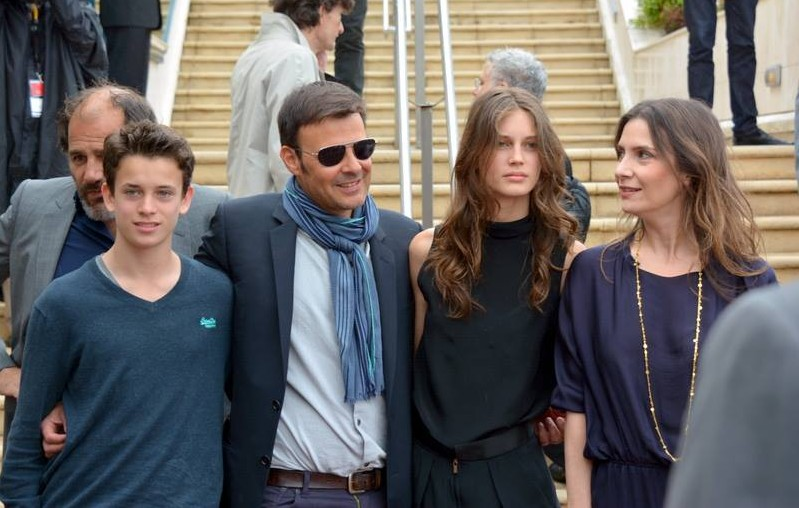
Marine Vacth na filmovém festivalu v Cannes s obsazením filmu Jen 17

- 2011: Swim – DJ Cam od Sonie Sieff
- 2014: Les Révélations 2014 des César du cinéma od Antoina Carliera

## Ceny

### Ocenění
Jen 17
- 2013: Cena pro nejlepší talent na festivalu francouzského filmu ve Florence

### Nominace
Jen 17
- 2014: Cena Romy Schneiderové
- 2014: Nejlepší ženská herecká naděje: Prix Lumières
- 2014: Nejlepší ženská herecká naděje: César